# Racale

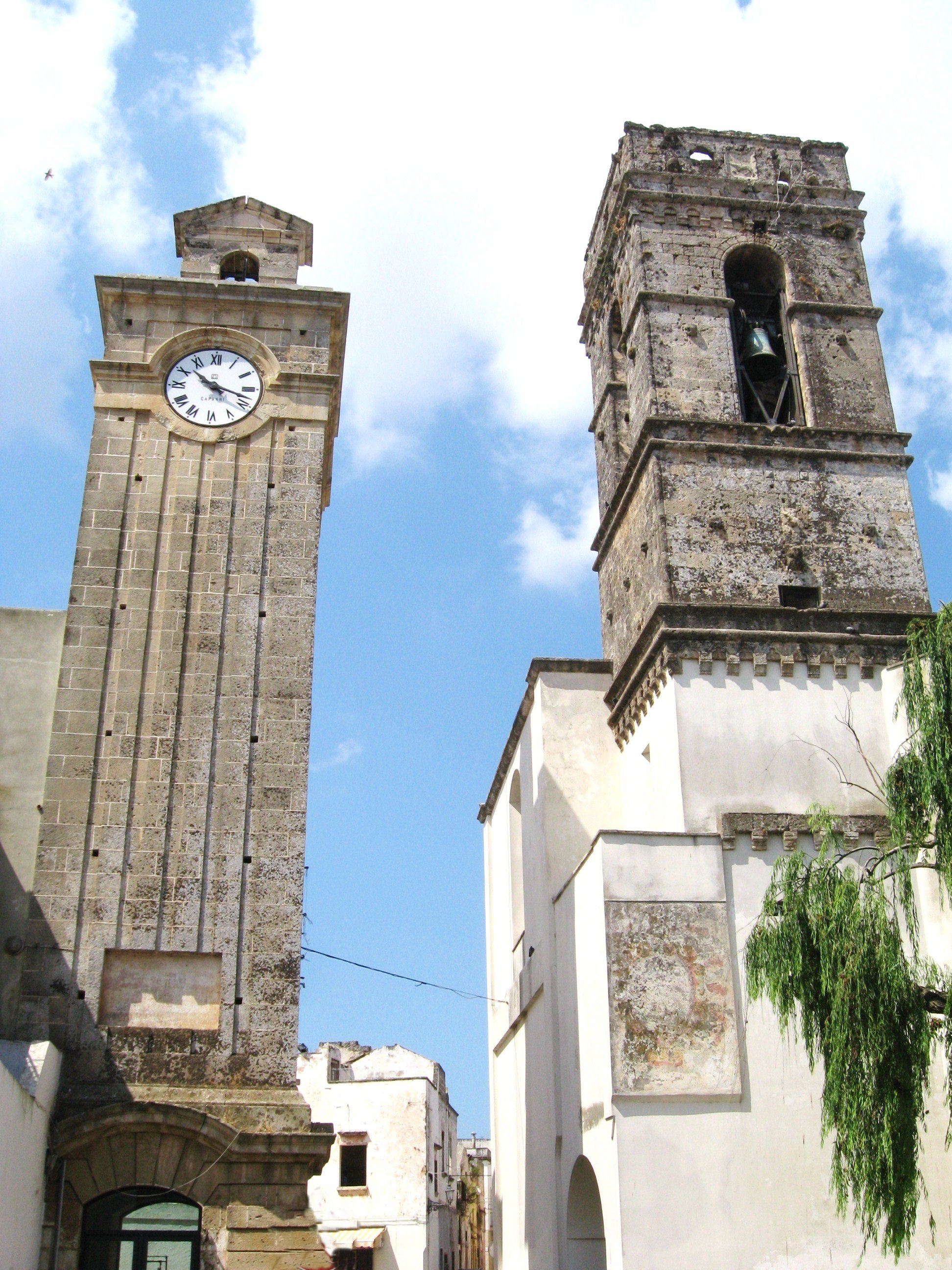
Racale

Racale is een gemeente in de Italiaanse provincie Lecce (regio Apulië) en telt 10.657 inwoners (31-12-2004). De oppervlakte bedraagt 24,5 km2, de bevolkingsdichtheid is 435 inwoners per km2.

## Demografie
Racale telt ongeveer 3957 huishoudens. Het aantal inwoners steeg in de periode 1991-2001 met 3,4% volgens cijfers uit de tienjaarlijkse volkstellingen van ISTAT.
| Jaar | Inwoneraantal |
| ---- | ------------- |
| 1991 | 9978          |
| 2001 | 10.321        |

## Geografie
Racale grenst aan de volgende gemeenten: Alliste, Melissano, Taviano, Ugento.